# Regierung Jiří Paroubek
Die Regierung Jiří Paroubek war die Regierung der Tschechischen Republik vom 25. April 2005 bis zum 4. September 2006. Es handelte sich um eine Koalitionsregierung der Parteien ČSSD, KDU-ČSL und US-DEU. Es war das dritte Kabinett in der laufenden Legislaturperiode 2002–2006. Regierungschef war der sozialdemokratische Politiker Jiří Paroubek.
Der amtierende sozialdemokratische Ministerpräsident Stanislav Gross war im Frühjahr 2005 in eine Immobilienaffäre verwickelt und die Koalitionspartner KDU-ČSL und US-DEU forderten von den Sozialdemokraten seinen Austausch. Als Gross dieser Rücktrittsaufforderung der Koalitionspartner nicht nachkam, traten die Minister der KDU-ČSL und US-DEU aus der Regierung aus, was zum faktischen Auseinanderbrechen der Regierung führte. Da Gross aber im Parlament nun über keine Mehrheit mehr verfügte, machte er letztendlich doch den Weg für eine Neuauflage der bisherigen Koalition frei und erklärte am 25. April 2005 seinen Rücktritt. Am selben Tag wurde der Vizevorsitzende der ČSSD und Minister für regionale Entwicklung Jiří Paroubek als neuer Ministerpräsident  von Staatspräsident Václav Klaus angelobt und die Minister seines Kabinetts vereidigt. Die Regierung erhielt am 13. Mai 2005 mit allen 101 Stimmen der Koalition (von 200 Abgeordneten) das Vertrauen des Abgeordnetenhauses.
Im Laufe der Regierungszeit konnte Jiří Paroubek das massiv eingebrochene Vertrauen der Wähler wieder zurückgewinnen. Bei den am Ende der Legislatur stattfindenden Parlamentswahlen am 2. und 3. Juni 2006 gewannen die Sozialdemokraten zwar leicht hinzu, wurden aber hinter der ODS nur noch zweitstärkste Partei. Weil zudem der bisherige Koalitionspartner US-DEU von der politischen Bildfläche verschwand, gab es keine Mehrheit zur Fortsetzung der bisherigen Mitte-links-Regierung. Da im Abgeordnetenhaus gleichzeitig ein Patt zwischen den rechten und linkem Lager von je 100 Sitzen herrschte, kam es zu einer politischen Blockade des Landes. Nicht nur die Regierungsbildung, auch schon die Konstituierung des Abgeordnetenhauses verzögerte sich mangels Mehrheit für einen Kandidaten eines jeweiligen Lagers. Gemäß der Verfassung blieb die Regierung zunächst weiter im Amt und Paroubek erklärte erst mehr 2 Monate nach den Wahlen, am 16. August 2006, seinen Rücktritt. Bis zur Angelobung der Regierung seines Nachfolgers Mirek Topolánek am 4. September 2006 war die Regierung Paroubek noch kommissarisch im Amt.

## Verzeichnis der Mitglieder der Regierung Paroubek
| Ressort                                                        | Minister         | Partei | Partei           | Amtsantritt       | Amtsende          |
| -------------------------------------------------------------- | ---------------- | ------ | ---------------- | ----------------- | ----------------- |
| Ministerpräsident                                              | Jiří Paroubek    |        | ČSSD             | 25. April 2005    | 16. August 2006   |
| 1. stellv. Ministerpräsident und Finanzminister                | Bohuslav Sobotka |        | ČSSD             | 25. April 2005    | 16. August 2006   |
| stellv. Ministerpräsident und Minister für Arbeit und Soziales | Zdeněk Škromach  |        | ČSSD             | 25. April 2005    | 16. August 2006   |
| stellv. Ministerpräsident und Justizminister                   | Pavel Němec      |        | US-DEU           | 25. April 2005    | 16. August 2006   |
| stellv. Ministerpräsident und Verkehrsminister                 | Milan Šimonovský |        | KDU-ČSL          | 25. April 2005    | 16. August 2006   |
| stellv. Ministerpräsident für Wirtschaft                       | Martin Jahn      |        | parteilos/ČSSD   | 25. April 2005    | 31. Dezember 2005 |
| stellv. Ministerpräsident für Wirtschaft                       | Jiří Havel       |        | ČSSD             | 3. Januar 2006    | 16. August 2006   |
| Außenminister                                                  | Cyril Svoboda    |        | KDU-ČSL          | 25. April 2005    | 16. August 2006   |
| Verteidigungsminister                                          | Karel Kühnl      |        | US-DEU           | 25. April 2005    | 16. August 2006   |
| Innenminister                                                  | František Bublan |        | parteilos/ČSSD   | 25. April 2005    | 16. August 2006   |
| Minister für Industrie und Handel                              | Milan Urban      |        | ČSSD             | 25. April 2005    | 16. August 2006   |
| Landwirtschaftsminister                                        | Petr Zgarba      |        | ČSSD             | 25. April 2005    | 10. November 2005 |
| Landwirtschaftsminister                                        | Jan Mládek       |        | ČSSD             | 16. November 2005 | 16. August 2006   |
| Gesundheitsminister/in                                         | Milada Emmerová  |        | ČSSD             | 25. April 2005    | 12. Oktober 2005  |
| Gesundheitsminister/in                                         | David Rath       |        | parteilos/ČSSD   | 4. November 2005  | 16. August 2006   |
| einstweilen mit der Amtsführung beauftragt                     | Zdeněk Škromach  |        | ČSSD             | 12. Oktober 2005  | 4. November 2005  |
| Bildungsministerin                                             | Petra Buzková    |        | ČSSD             | 25. April 2005    | 16. August 2006   |
| Umweltminister                                                 | Libor Ambrozek   |        | KDU-ČSL          | 25. April 2005    | 16. August 2006   |
| Kulturminister                                                 | Pavel Dostál     |        | ČSSD             | 25. April 2005    | 24. Juli 2005     |
| Kulturminister                                                 | Vítězslav Jandák |        | parteilos/ČSSD   | 17. August 2005   | 16. August 2006   |
| Minister für regionale Entwicklung                             | Radko Martínek   |        | ČSSD             | 25. April 2005    | 16. August 2006   |
| Ministerin für Informatik                                      | Dana Bérová      |        | parteilos/US-DEU | 25. April 2005    | 16. August 2006   |
| Minister und Vorsitzender des Legislativrates                  | Pavel Zářecký    |        | parteilos/ČSSD   | 25. April 2005    | 16. August 2006   |